# Samsung Advanced Institute of Technology
Samsung Advanced Institute of Technology（SAIT）は、14つの研究開発センターと7つのAIセンターから構成されるSamsung Electronicsの高度研究開発組織である。

## 主な研究分野
- 人工知能
  - 基礎人工知能（AI）システム、視覚認識、視覚処理、自然言語処理、自動音声認識（ASR）、機械翻訳（MT）、ディープラーニング、半導体材料設計自動化技術
- コンピューティングプラットフォーム
  - ニューラルプロセッサ、ニューロモーフィックプロセッサ、メモリ処理、高性能コンピューティング、暗号化技術、ソフトウェアエンジニアリング（SE）
- 人間能力拡張技術
  - 拡張現実技術、血圧・ECG信号・抗酸化レベル測定監視技術
- メタフォトニクス
  - 人工ナノ構造技術、ホログラフィックディスプレイ、自由空間光通信
- ナノエレクトロニクス
  - 量子コンピュータ、NanoLEDディスプレイ
- ディスプレイ技術
  - OLED（有機EL）、QLED（量子配列液晶）、ペロブスカイト、有機イメージセンサー、MicroLED
- バッテリー技術
  - スマートデバイス向けリチウムイオンバッテリー、医療機器・電気自動車向けバッテリー
- 半導体技術
  - グラフェン・2次元材料を用いた半導体技術、DRAM、VNAND、5Gモデム、AP、集積回路デバイス、カメライメージセンサー、太陽電池
- 環境
  - ナノ粒子・ガス用センサー粒子・ガス除去用触媒、メンテナンスフリーの空気浄化装置

## 主な研究成果
- ブルーレイ光記録の基礎として開発されたDVDプレーヤー技術(1996年)
- MPEG4 Coding Technologiesが国際標準化(1998年)
- 世界初のカーボンナノチューブ電界放出ディスプレイが完成(1999年)
- テレビ向け白色LEDの開発(2007年)
- 高性能ハイブリッド量子ドット発光ダイオード（Nature Photonics）が完成(2009年)
- ガラス上のGaN LEDの実現(2011年)
- 高性能緑色リン光OLED材料の開発(2014年)
- SUHD（Samsung Ultra High Definition）TVで開発および適用された量子ドットディスプレイの開発(2015年)
- 高精度の顔認証技術(2017年)

## 施設

### グローバルR&Dセンター

#### アメリカ
- Samsung Research America - アメリカ合衆国

#### ヨーロッパ・CIS・アメリカ中西部
- Samsung R&D Institute United Kingdom  — イギリス
- Samsung R&D Institute Poland — ポーランド
- Samsung R&D Institute Russia — ロシア
- Samsung R&D Institute Ukraine — ウクライナ
- Samsung R&D Institute Israel — イスラエル
- Samsung R&D Institute Jordan — ヨルダン

#### 東南アジア・西南アジア
- Samsung R&D Institute India-Bangalore — インド・バンガロール
- Samsung R&D Institute Philippines — フィリピン
- Samsung R&D Institute Indonesia — インドネシア

#### 中国
- Samsung R&D Institute China-Beijing — 北京
- Samsung R&D Institute China-Nanjing — 南京

#### 日本
- Samsung R&D Institute Japan-Yokohama — 横浜
- Samsung R&D Institute Japan-Osaka — 大阪

### グローバルAIセンター

#### 韓国
- Samsung Research AI Center — 韓国

#### アメリカ
- Samsung Research America AI Center — アメリカ
- Samsung AI Center - New York — ニューヨーク

#### カナダ
- Samsung AI Center - Toronto — トロント
- Samsung AI Center - Montreal — モントリオール

#### イギリス
- Samsung AI Center - Cambridge — ケンブリッジ

#### ロシア
- Samsung AI Center - Moscow — モスクワ